# National Board of Review de Melhor Ator
O National Board of Review de Melhor Ator é um dos prêmios de filmes anuais estabelecidos pelo National Board of Review.

## Vencedores
- † = indica o vencedor do Oscar de Melhor Ator.
- ‡ = indica o nomeado/indicado ao Oscar de Melhor Ator.
- ¥ = indica o vencedor do Oscar de Melhor Ator Coadjuvante.
- § = indica o nomeado/indicado ao Oscar de Melhor Ator Coadjuvante.

### Década de 1940
| Ano  | Vencedor         | Filme                            | Papel                      |
| ---- | ---------------- | -------------------------------- | -------------------------- |
| 1945 | Ray Milland      | The Lost Weekend                 | Don Birnam †               |
| 1946 | Laurence Olivier | Henry V                          | Henrique V de Inglaterra ‡ |
| 1947 | Michael Redgrave | Mourning Becomes Electra         | Orin Mannon ‡              |
| 1948 | Walter Huston    | The Treasure of the Sierra Madre | Howard ¥                   |
| 1949 | Ralph Richardson | The Fallen Idol                  | Baines                     |
| 1949 | Ralph Richardson | The Heiress                      | Austin Sloper §            |

### Década de 1950
| Ano  | Vencedor         | Filme                        | Papel                            |
| ---- | ---------------- | ---------------------------- | -------------------------------- |
| 1950 | Alec Guinness    | Kind Hearts and Coronets     | Various                          |
| 1951 | Richard Basehart | Fourteen Hours               | Robert Cosick                    |
| 1952 | Ralph Richardson | Breaking the Sound Barrier   | John Ridgefield                  |
| 1953 | James Mason      | The Desert Rats              | Field Marshal Erwin von Rommel   |
| 1953 | James Mason      | Face to Face                 | O Capitão                        |
| 1953 | James Mason      | Julius Caesar                | Marco Júnio Bruto, o Jovem       |
| 1953 | James Mason      | The Man Between              | Ivo Kern                         |
| 1954 | Bing Crosby      | The Country Girl             | Frank Elgin ‡                    |
| 1955 | Ernest Borgnine  | Marty                        | Marty Piletti †                  |
| 1956 | Yul Brynner      | Anastasia                    | General Sergei Pavlovich Bounine |
| 1956 | Yul Brynner      | The King and I               | King Mongkut of Siam †           |
| 1956 | Yul Brynner      | The Ten Commandments         | Ramessés II                      |
| 1957 | Alec Guinness    | The Bridge on the River Kwai | Lieutenant Colonel Nicholson †   |
| 1958 | Spencer Tracy    | The Last Hurrah              | Mayor Frank Skeffington          |
| 1958 | Spencer Tracy    | The Old Man and the Sea      | The Old Man / Narrador ‡         |
| 1959 | Victor Sjöström  | Wild Strawberries            | Professor Isak Borg              |

### Década de 1960
| Ano  | Vencedor           | Filme                             | Papel                                      |
| ---- | ------------------ | --------------------------------- | ------------------------------------------ |
| 1960 | Robert Mitchum     | Home from the Hill                | Wade Hunnicutt                             |
| 1960 | Robert Mitchum     | The Sundowners                    | Paddy Carmody                              |
| 1961 | Albert Finney      | Saturday Night and Sunday Morning | Arthur Seaton                              |
| 1962 | Jason Robards, Jr. | Long Day's Journey Into Night     | James Tyrone, Jr.                          |
| 1962 | Jason Robards, Jr. | Tender Is the Night               | Dick Diver                                 |
| 1963 | Rex Harrison       | Cleopatra                         | Julius Caesar ‡                            |
| 1964 | Anthony Quinn      | Zorba the Greek (Alexis Zorbas)   | Alexis Zorba ‡                             |
| 1965 | Lee Marvin         | Cat Ballou                        | Kid Shelleen / Tim Strawn †                |
| 1965 | Lee Marvin         | Ship of Fools                     | Bill Tenny                                 |
| 1966 | Paul Scofield      | A Man for All Seasons             | Sir Thomas More †                          |
| 1967 | Peter Finch        | Far from the Madding Crowd        | William Boldwood                           |
| 1968 | Cliff Robertson    | CHAЯLY                            | Charly Gordon †                            |
| 1969 | Peter O'Toole      | Goodbye, Mr. Chips                | Arthur Chipping, MA (Oxon), Latin Master ‡ |

### Década de 1970
| Ano  | Vencedor         | Filme                           | Papel                                                           |
| ---- | ---------------- | ------------------------------- | --------------------------------------------------------------- |
| 1970 | George C. Scott  | Patton                          | George S. Patton, Jr. †                                         |
| 1971 | Gene Hackman     | The French Connection           | Detetive Jimmy “Popeye” Doyle †                                 |
| 1972 | Peter O'Toole    | Man of La Mancha                | Don Quixote de La Mancha / Miguel de Cervantes / Alonso Quijana |
| 1972 | Peter O'Toole    | The Ruling Class                | Jack Gurney, 14th Earl of Gurney ‡                              |
| 1973 | Al Pacino        | Serpico                         | Francesco “Frank” Serpico ‡                                     |
| 1973 | Robert Ryan      | The Iceman Cometh               | Larry Slade                                                     |
| 1974 | Gene Hackman     | The Conversation                | Harry Caul                                                      |
| 1975 | Jack Nicholson   | One Flew Over the Cuckoo's Nest | Randle “R.P.” “Mac” McMurphy †                                  |
| 1976 | David Carradine  | Bound for Glory                 | Woodrow “Woody” Guthrie                                         |
| 1977 | John Travolta    | Saturday Night Fever            | Anthony “Tony” Manero ‡                                         |
| 1978 | Jon Voight       | Coming Home                     | Luke Martin †                                                   |
| 1978 | Laurence Olivier | The Boys from Brazil            | Ezra Lieberman ‡                                                |
| 1979 | Peter Sellers    | Being There                     | Chance ‡                                                        |

### Década de 1980
| Ano  | Vencedor        | Filme                         | Papel                   |
| ---- | --------------- | ----------------------------- | ----------------------- |
| 1980 | Robert De Niro  | Raging Bull                   | Jake LaMotta †          |
| 1981 | Henry Fonda     | On Golden Pond                | Norman Thayer †         |
| 1982 | Ben Kingsley    | Gandhi                        | Mahatma Gandhi †        |
| 1983 | Tom Conti       | Merry Christmas, Mr. Lawrence | John Lawrence           |
| 1983 | Tom Conti       | Reuben, Reuben                | Gowan McGland ‡         |
| 1984 | Victor Banerjee | A Passage to India            | Dr. Aziz H. Ahmed       |
| 1985 | William Hurt    | Kiss of the Spider Woman      | Luis Molina †           |
| 1985 | Raúl Juliá      | Kiss of the Spider Woman      | Valentin Arregui        |
| 1986 | Paul Newman     | The Color of Money            | Fast Eddie Felson †     |
| 1987 | Michael Douglas | Wall Street                   | Gordon Gekko †          |
| 1988 | Gene Hackman    | Mississippi Burning           | Agent Rupert Anderson ‡ |
| 1989 | Morgan Freeman  | Driving Miss Daisy            | Hoke Colburn ‡          |

### Década de 1990
| Ano  | Vencedor        | Filme                  | Papel                        |
| ---- | --------------- | ---------------------- | ---------------------------- |
| 1990 | Robert De Niro  | Awakenings             | Leonard Lowe ‡               |
| 1990 | Robin Williams  | Awakenings             | Dr. Malcolm Sayer            |
| 1991 | Warren Beatty   | Bugsy                  | Benjamin “Bugsy” Siegel ‡    |
| 1992 | Jack Lemmon     | Glengarry Glen Ross    | Shelley “The Machine” Levene |
| 1993 | Anthony Hopkins | The Remains of the Day | James Stevens ‡              |
| 1993 | Anthony Hopkins | Shadowlands            | Clive “C. S.” Lewis          |
| 1994 | Tom Hanks       | Forrest Gump           | Forrest Gump †               |
| 1995 | Nicolas Cage    | Leaving Las Vegas      | Ben Sanderson †              |
| 1996 | Tom Cruise      | Jerry Maguire          | Jerry Maguire ‡              |
| 1997 | Jack Nicholson  | As Good as It Gets     | Melvin Udall †               |
| 1998 | Ian McKellen    | Gods and Monsters      | James Whale ‡                |
| 1999 | Russell Crowe   | The Insider            | Dr. Jeffrey Wigand ‡         |

### Década de 2000
| Ano  | Vencedor               | Filme                     | Papel             |
| ---- | ---------------------- | ------------------------- | ----------------- |
| 2000 | Javier Bardem          | Before Night Falls        | Reinaldo Arenas ‡ |
| 2001 | Billy Bob Thornton     | Bandits                   | Terry Lee Collins |
| 2001 | Billy Bob Thornton     | The Man Who Wasn't There  | Ed Crane          |
| 2001 | Billy Bob Thornton     | Monster's Ball            | Hank Grotowski    |
| 2002 | Campbell Scott         | Roger Dodger              | Roger Swanson     |
| 2003 | Sean Penn              | 21 Grams                  | Paul Rivers       |
| 2003 | Sean Penn              | Mystic River              | Jimmy Markum †    |
| 2004 | Jamie Foxx             | Ray                       | Ray Charles †     |
| 2005 | Philip Seymour Hoffman | Capote                    | Truman Capote †   |
| 2006 | Forest Whitaker        | The Last King of Scotland | Idi Amin †        |
| 2007 | George Clooney         | Michael Clayton           | Michael Clayton ‡ |
| 2008 | Clint Eastwood         | Gran Torino               | Walt Kowalski     |
| 2009 | George Clooney         | Up in the Air             | Ryan Bingham ‡    |
| 2009 | Morgan Freeman         | Invictus                  | Nelson Mandela ‡  |

### Década de 2010
| Ano  | Vencedor        | Filme                   | Papel                         |
| ---- | --------------- | ----------------------- | ----------------------------- |
| 2010 | Jesse Eisenberg | The Social Network      | Mark Zuckerberg ‡             |
| 2011 | George Clooney  | The Descendants         | Matt King ‡                   |
| 2012 | Bradley Cooper  | Silver Linings Playbook | Patrick “Pat” Solitano, Jr. ‡ |
| 2013 | Bruce Dern      | Nebraska                | Woodrow “Woody” Grant ‡       |
| 2014 | Oscar Isaac     | A Most Violent Year     | Abel Morales                  |
| 2014 | Michael Keaton  | Birdman                 | Riggan Thomson ‡              |
| 2015 | Matt Damon      | The Martian             | Mark Watney ‡                 |
| 2016 | Casey Affleck   | Manchester by the Sea   | Lee Chandler †                |
| 2017 | Tom Hanks       | The Post                | Ben Bradlee                   |
| 2018 | Viggo Mortensen | Green Book              | Frank "Tony Lip" Vallelonga ‡ |
| 2019 | Adam Sandler    | Uncut Gems              | Howard Ratner                 |

## Vitórias múltiplas
3 vitórias
- George Clooney (2007, 2009, 2011)
- Gene Hackman (1971, 1974, 1988)

2 vitórias
- Robert De Niro (1980, 1990)
- Morgan Freeman (1989, 2009)
- Alec Guinness (1950, 1957)
- Tom Hanks (1994, 2017)
- Jack Nicholson (1975, 1997)
- Laurence Olivier (1946, 1978)
- Peter O'Toole (1969, 1972)
- Ralph Richardson (1949, 1952)